# 哀しみの孔雀
『哀しみの孔雀』（かなしみのくじゃく）は、日本の歌手、杏里の3作目のオリジナル・アルバム。1981年9月21日発売。発売元はフォーライフ・レコード。

## 概要
セカンドアルバム『Feelin'』のリリース以来、初のベスト・アルバム『杏里 ザ・ベスト』を挟んで2年3カ月ぶりとなるオリジナル・アルバム。ヨーロピアンサウンドを基にムーンライダーズの鈴木慶一がプロデュースしており、同バンドメンバーの岡田徹と共に編曲も担当している。
A-1「異国の出来事」はB-3「Am I Afraid?」とのカップリングでシングルカットされ、同日発売された。また、A-2「エスプレッソで眠れない」はB-2「シルエット オブ ロマンス」とのカップリングで翌年2月にシングルカットされた。
B-5 「さよならは夜明けの夢に」は、ムーンライダーズのアルバム『Istanbul mambo』に収録されている楽曲のカバー。
2011年7月27日にリリースされたBlu-spec CDには、初CD化となる6枚目のシングル表題曲「可愛いポーリン」がボーナス・トラックとして追加収録された。

## 収録曲

### LP / CT
| #  | タイトル                   | 作詞       | 作曲       | 編曲             | 時間 |
| -- | -------------------------- | ---------- | ---------- | ---------------- | ---- |
| 1. | 「異国の出来事」           | 佐藤奈々子 | 鈴木慶一   | 鈴木慶一         | 3:30 |
| 2. | 「エスプレッソで眠れない」 | 糸井重里   | 鈴木慶一   | 岡田徹           | 2:53 |
| 3. | 「FACE FACE FACE」         | 佐藤奈々子 | パンタ     | 岡田徹           | 3:36 |
| 4. | 「白いヨット」             | パンタ     | パンタ     | 岡田徹           | 3:57 |
| 5. | 「セシルカット」           | 佐藤奈々子 | 比賀江隆男 | 岡田徹・鈴木慶一 | 2:38 |
| 6. | 「リビエラからの手紙」     | 佐藤奈々子 | 鈴木慶一   | 岡田徹           | 2:35 |

| 全編曲: 鈴木茂。 |                              |            |          |          |      |
| #                | タイトル                     | 作詞       | 作曲     | 編曲     | 時間 |
| 1.               | 「ヘッドライト」             | 松尾清憲   | 松尾清憲 | 岡田徹   | 4:08 |
| 2.               | 「シルエット オブ ロマンス」 | 佐藤奈々子 | 松尾清憲 | 鈴木慶一 | 2:49 |
| 3.               | 「Am I Afraid?」             | 大貫妙子   | 岡田徹   | 岡田徹   | 3:18 |
| 4.               | 「いつの日か Happy End」     | 大貫妙子   | 岡田徹   | 岡田徹   | 3:21 |
| 5.               | 「さよならは夜明けの夢に」   | 鈴木博文   | 岡田徹   | 岡田徹   | 3:29 |
| 6.               | 「哀しみの孔雀」             | 佐藤奈々子 | 杏里     | 岡田徹   | 3:51 |

### CD
| #   | タイトル                     | 作詞       | 作曲       | 編曲             | 時間 |
| --- | ---------------------------- | ---------- | ---------- | ---------------- | ---- |
| 1.  | 「異国の出来事」             | 佐藤奈々子 | 鈴木慶一   | 鈴木慶一         | 3:30 |
| 2.  | 「エスプレッソで眠れない」   | 糸井重里   | 鈴木慶一   | 岡田徹           | 2:53 |
| 3.  | 「FACE FACE FACE」           | 佐藤奈々子 | パンタ     | 岡田徹           | 3:36 |
| 4.  | 「白いヨット」               | パンタ     | パンタ     | 岡田徹           | 3:57 |
| 5.  | 「セシルカット」             | 佐藤奈々子 | 比賀江隆男 | 岡田徹・鈴木慶一 | 2:38 |
| 6.  | 「リビエラからの手紙」       | 佐藤奈々子 | 鈴木慶一   | 岡田徹           | 2:35 |
| 7.  | 「ヘッドライト」             | 松尾清憲   | 松尾清憲   | 岡田徹           | 4:08 |
| 8.  | 「シルエット オブ ロマンス」 | 佐藤奈々子 | 松尾清憲   | 鈴木慶一         | 2:49 |
| 9.  | 「Am I Afraid?」             | 大貫妙子   | 岡田徹     | 岡田徹           | 3:18 |
| 10. | 「いつの日か Happy End」     | 大貫妙子   | 岡田徹     | 岡田徹           | 3:21 |
| 11. | 「さよならは夜明けの夢に」   | 鈴木博文   | 岡田徹     | 岡田徹           | 3:29 |
| 12. | 「哀しみの孔雀」             | 佐藤奈々子 | 杏里       | 岡田徹           | 3:51 |

| #         | タイトル           | 作詞       | 作曲      | 編曲      | 時間  |
| --------- | ------------------ | ---------- | --------- | --------- | ----- |
| 13.       | 「可愛いポーリン」 | 湯川れい子 | 鈴木慶一  | 岡田徹    | 3:44  |
| 合計時間: | 合計時間:          | 合計時間:  | 合計時間: | 合計時間: | 43:58 |